# Georg Dancker
Georg Dancker (* 22. Juni 1811 in Frankfurt am Main; † 26. April 1877 ebenda) war ein deutscher Advokat und Abgeordneter.

## Leben
Georg Dancker studierte Rechtswissenschaften und wurde zum Dr. jur. promoviert. Er wurde am 4. Januar 1837 in der Freien Stadt Frankfurt als Advokat zugelassen und wirkte in dieser Funktion lebenslang in seiner Heimatstadt. Er hatte seinen Sitz in der Neuen Mainzer Straße 10.
Nach der Märzrevolution wurde er 1848 in die Constituierende Versammlung der Freien Stadt Frankfurt gewählt. Am  8. Juli 1852 wurde er als Registrator und Actuar des Gesetzgebenden Körpers verpflichtet und hatte dieses Amt langjährig inne.